# Sugartime
Sugartime es un telefilme de 1995 protagonizado por John Turturro y Mary-Louise Parker.

## Argumento
La película retrata la supuesta historia real de la aventura amorosa entre la cantante Phyllis McGuire (Parker) y el jefe de la mafia Sam Giancana (Turturro), famosa por sus coincidencias con John F. Kennedy y Frank Sinatra. Ambientada a principios de la década de 1960 en Las Vegas, en medio del crimen organizado y la industria de la música.

## Reparto
- John Turturro .... Sam Giancana
- Mary-Louise Parker .... Phyllis McGuire
- Elias Koteas .... Butch Blasi
- Maury Chaykin .... Tony Accardo
- Louis Del Grande .... Chuckie English
- Deborah Duchene .... Christine McGuire
- Larissa Laskin .... Dorothy McGuire
- Sam Grana .... Johnny Roselli
- Patrick Jude .... Frank Sinatra